# Mistrzostwa Polski w kolarstwie przełajowym 1954
Mistrzostwa Polski w kolarstwie przełajowym 1954 odbyły się w Nysie.

## Wyniki
- Władysław Klabiński (Gwardia Warszawa)[1]
- Marian Więckowski (CWKS Warszawa)
- Stanisław Królak (CWKS Warszawa)